# Sport Club Marsala 1912 1996-1997
Questa pagina raccoglie le informazioni riguardanti lo Sport Club Marsala 1912 nelle competizioni ufficiali della stagione 1996-1997.

## Rosa
| N. |                   | Ruolo | Calciatore           |
| -- | ----------------- | ----- | -------------------- |
|    | Italia (bandiera) | D     | Christian Alberti    |
|    | Italia (bandiera) | P     | Sebastiano Aprile    |
|    | Italia (bandiera) | C     | Pietro Asaro         |
|    | Italia (bandiera) | C     | Giuseppe Barone      |
|    | Italia (bandiera) | D     | Gianluca Cannistraro |
|    | Italia (bandiera) | A     | Gaetano Capizzi      |
|    | Italia (bandiera) | D     | Flavio Chiti         |
|    | Italia (bandiera) | D     | Gabriele Cioffi      |
|    | Italia (bandiera) | P     | Daniele Corontini    |
|    | Italia (bandiera) | A     | Giacomo Costigliola  |
|    | Italia (bandiera) |       | Cusimano             |
|    | Italia (bandiera) |       | Delle Donne          |
|    | Italia (bandiera) | C     | Antonio Di Meo       |
|    | Italia (bandiera) |       | Fascella             |
|    | Italia (bandiera) |       | Formisano            |
|    | Italia (bandiera) | C     | Antonino Fornò       |
|    | Italia (bandiera) | C     | Antonino Giacalone   |

| N. |                   | Ruolo | Calciatore           |
| -- | ----------------- | ----- | -------------------- |
|    | Italia (bandiera) | C     | Domenico Giacomarro  |
|    | Italia (bandiera) | C     | Marcello Guglielmino |
|    | Italia (bandiera) |       | Gulino               |
|    | Italia (bandiera) | C     | Valerio Leto         |
|    | Italia (bandiera) | C     | Andrea Marzano       |
|    | Italia (bandiera) | C     | Santo Matinella      |
|    | Italia (bandiera) | A     | Tommaso Maurizi      |
|    | Italia (bandiera) | D     | Fabio Paratici       |
|    | Italia (bandiera) | D     | Ivano Pastore        |
|    | Italia (bandiera) | C     | Mauro Picconi        |
|    | Italia (bandiera) | D     | Massimo Ruscitti     |
|    | Italia (bandiera) | C     | Aldo Edoardo Sanchez |
|    | Italia (bandiera) |       | Sanseverino          |
|    | Italia (bandiera) | D     | Sebastiano Sapienza  |
|    | Italia (bandiera) | D     | Salvatore Tarantino  |
|    | Italia (bandiera) | A     | Aldo Volpi           |
|    | Italia (bandiera) |       | Zangla               |